# Réserve marine de l'Île d'Alborán
La Réserve marine de l'Île d'Alborán est une aire marine protégée créée en Andalousie en 1997. Elle fait partie de la ville d'Almería, dans la Province d'Almería,.
Cette réserve marine est une Zone spéciale de conservation (ZSC) et un Site d'importance communautaire (SIC) du réseau Natura 2000 définie par la Convention de Ramsar visant la conservation des types d'habitats et des espèces animales et végétales.

## Description
Elle couvre une superficie de 1 650 hectares en mer d'Alboran autour de l'île d'Alborán. Elle a été déclarée réserve marine par le Ministère de l'Agriculture le 31 juillet 1997.  
L'île d'Alborán, d'origine volcanique et de petites dimensions (614 × 280 m), constitue la partie émergée d'un massif montagneux qui est située au centre de la mer d'Alborán à environ 55 milles de la côte. Celle-ci est entourée d'un vaste plateau, d'une largeur maximale de 10 km et peu profond (200 m maximum) qui s'étend sur environ 45 km dans la direction NE/SO.
On y trouve le phare d'Alborán.

## Flore et faune
Son isolement a permis l'apparition d'endémismes, mettant en évidence les espèces florales comme : La Diplotaxis siettiana (es) (Jaramago de Alborán), l'Anacyclus alboranensis (es) Manzanilla de Alborán) et le Senecio alboranicus. À 60 m de profondeur se trouve des herbiers d'algues brunes laminaires (Laminaria ochroleuca (en)).
La faune compte également des espèces endémiques telles que les insectes de type Tenebrionidae : Zophosis punctata alborana et Erodius proximus, ainsi que les Nematoda : Tylenchorhynchus aerolatus et Tylenchorhynchus alboranensis. D'autre part, l'île constitue une zone importante pour les oiseaux marins, notamment la colline de reproduction du goéland d'Audouin, étant la seule enclave andalouse où  il niche.

## Galerie

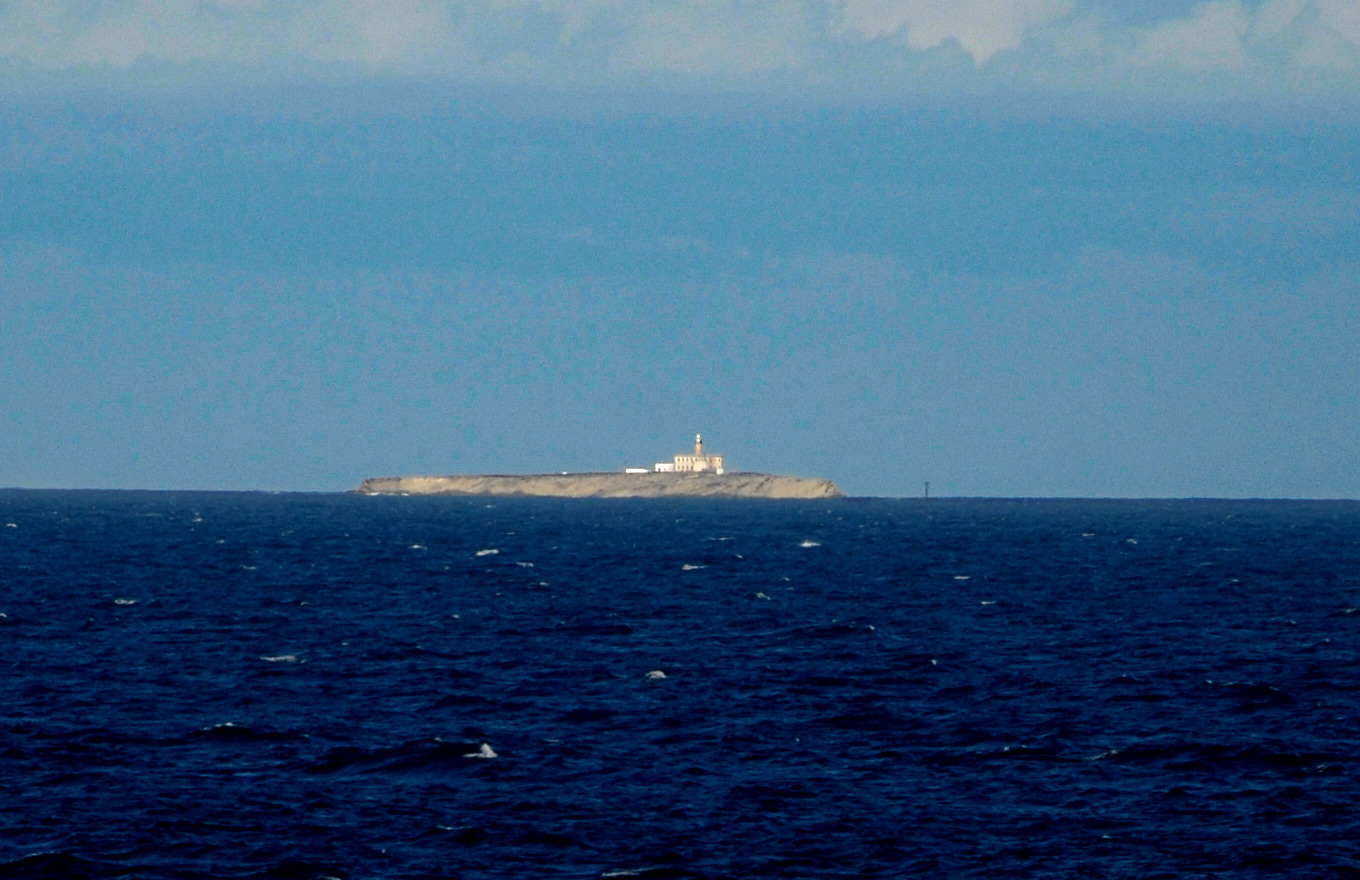
Île d'Alboràn
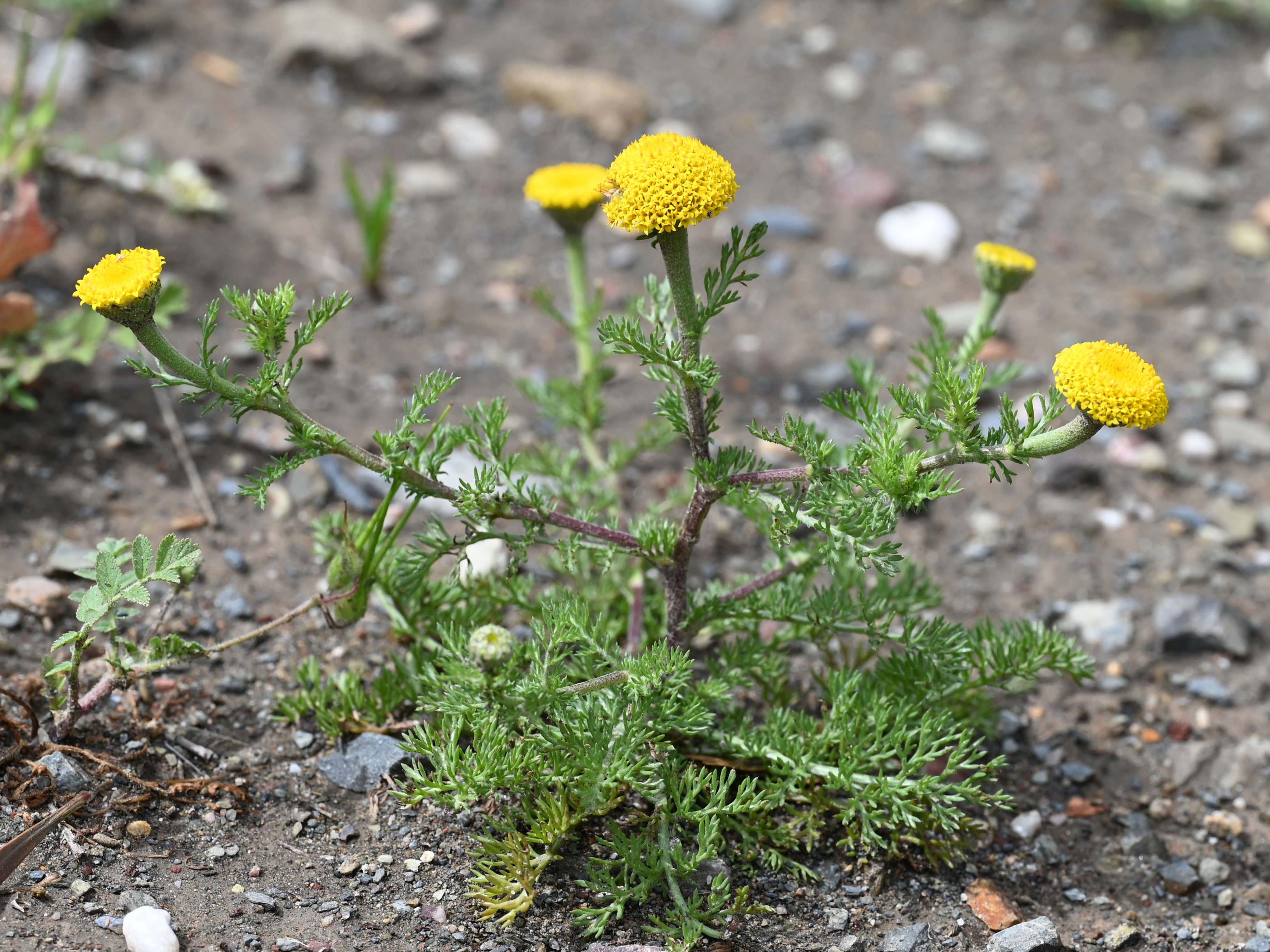
Manzanilla de Alborán
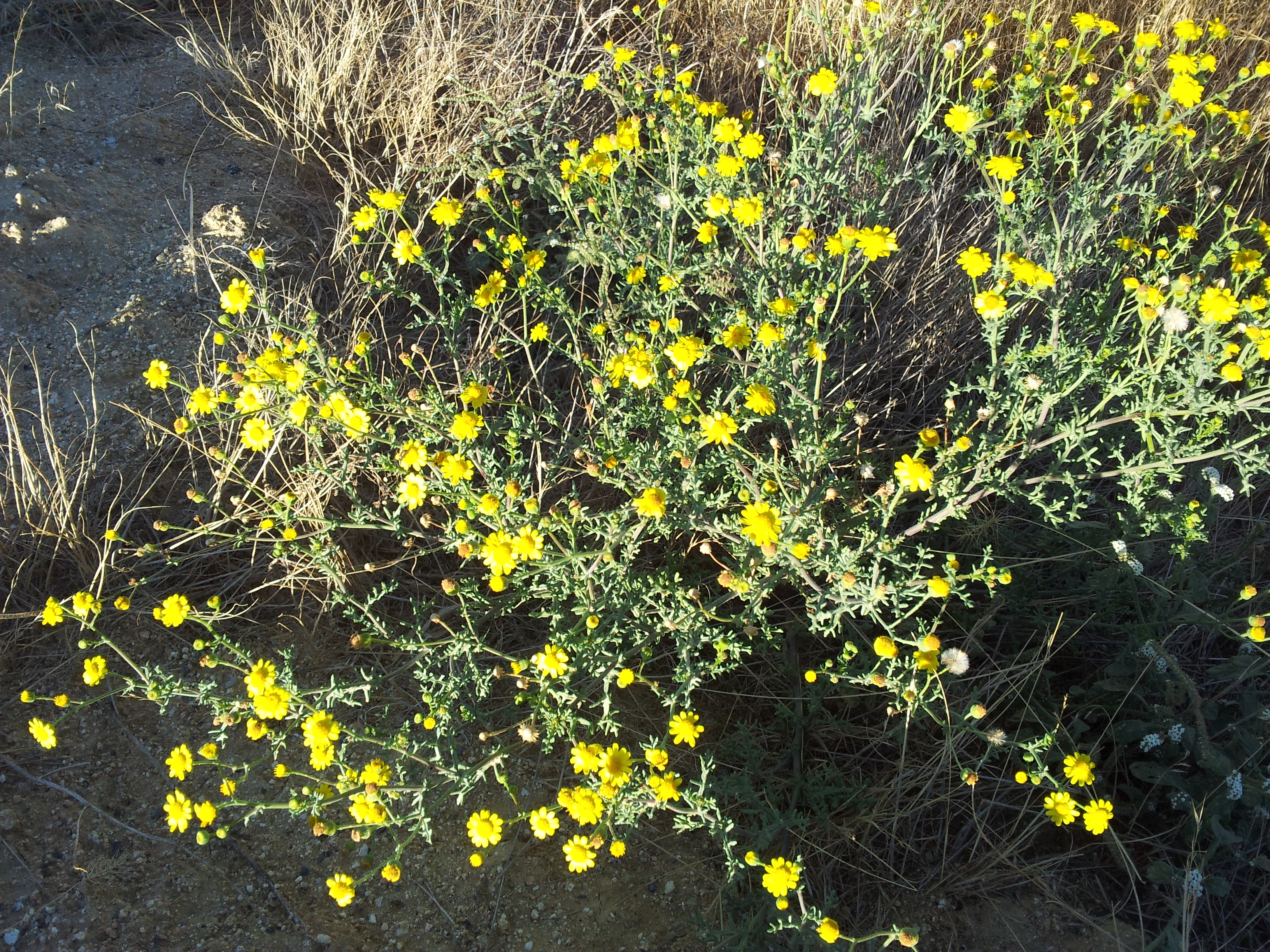
Senecio alboranicus
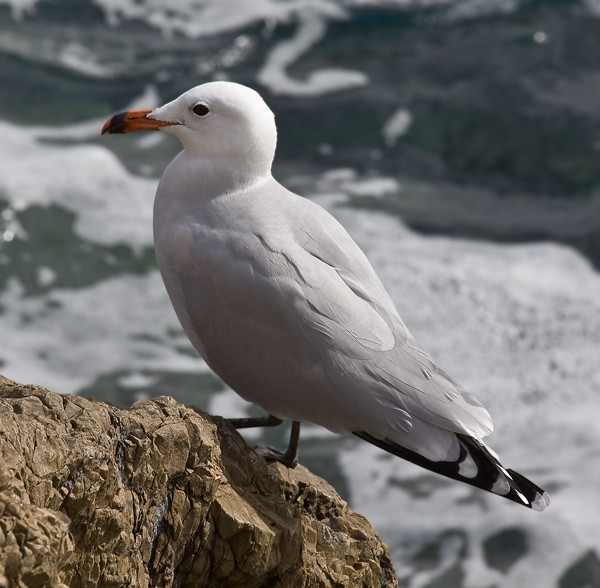
Goéland d'Audouin